# Scavi archeologici di Cuma
Gli scavi archeologici di Cuma hanno restituito i resti dell'antica città di Cuma, una delle più antiche colonie greche in Italia, risalente al 730 a.C. ed abbandonata nel 1207 quando venne distrutta dalle armate napoletane.
Il sito di Cuma, esplorato a più tappe a partire dal 1606, ma in modo sistematico solo dal 1852, è gestito dalla Soprintendenza per i Beni Archeologici di Napoli: la maggior parte dei reperti recuperati è conservata al museo archeologico nazionale di Napoli ed al museo archeologico dei Campi Flegrei.
Nel 2016 il sito ha fatto registrare 33 296 visitatori.

## Storia

### Antica Cuma

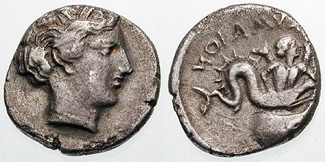
Monete di Cuma

La zona di Cuma fu già abitata a partire dalla prima età del ferro, o addirittura all'ultima fase dell'età del bronzo, da popolazioni indigene, come testimoniato da alcune necropoli, nelle cui tombe furono ritrovati corredi risalenti a tale periodo. La fondazione di Cuma, secondo la tradizione, avvenne intorno al 730 a.C., grazie ad alcuni coloni greci, Megastene ed Ippocle, provenienti da Calcide, i quali distrussero il piccolo villaggio e fondarono la nuova città su un promontorio caratterizzato da pareti ripide e scoscese, ottimale per prevenire le incursioni dei nemici. Nel giro di pochi anni la colonia di Cuma si sviluppò rapidamente, aiutata dai favorevoli scambi commerciali con i popoli del Lazio e della Campania e si espanse fino alla costa, tanto da avere il controllo su tutto il golfo di Napoli: furono infatti create delle sub colonie a Baia, Pozzuoli, Napoli, Miseno e Capri; l'egemonia di Cuma portò la colonia ad entrare in conflitto con gli Etruschi: una prima battaglia fu combattuta nel 524 a.C., mentre una seconda, di tipo navale, si ebbe nel 474 a.C. ed in entrambi i casi i cumani riportarono la vittoria.
Tuttavia dopo questo periodo la città cadde in una profonda crisi politica interna, che terminò con la conquista da parte dei Sanniti nel 421 a.C.; nel 338 a.C. fu poi occupata dai Romani, i quali le riconobbero lo stato di municipium per il sussidio dato durante le guerre puniche: anche il dominio romano non beneficiò a Cuma che continuò il suo lento declino, nonostante l'apertura della via Domiziana, nel 95, che consentiva un più facile percorso tra Pozzuoli e Roma, tanto che tra il IV ed il V secolo si ridusse ad un piccolo abitato su quello che un tempo era l'acropoli; con l'affermazione della religione cristiana, i templi vennero trasformati in basiliche, in particolare il Tempio di Giove divenne cattedrale della diocesi di Cuma: Tarquinio il Superbo, ultimo re di Roma, morì a Cuma, dove trascorse gli ultimi anni della sua vita in esilio. Tra il 542 ed il 553 passò sotto il dominio degli Ostrogoti, per poi essere conquistata dai Bizantini; le altre dominazioni furono quella dal 717 dei Longobardi e quella dal 915 dei Saraceni, i quali la distrussero in larga parte, rendendo il luogo un covo di pirati: la storia di Cuma si arrestò nel 1207 quando venne distrutta dalle armate napoletane.

### Indagini archeologiche

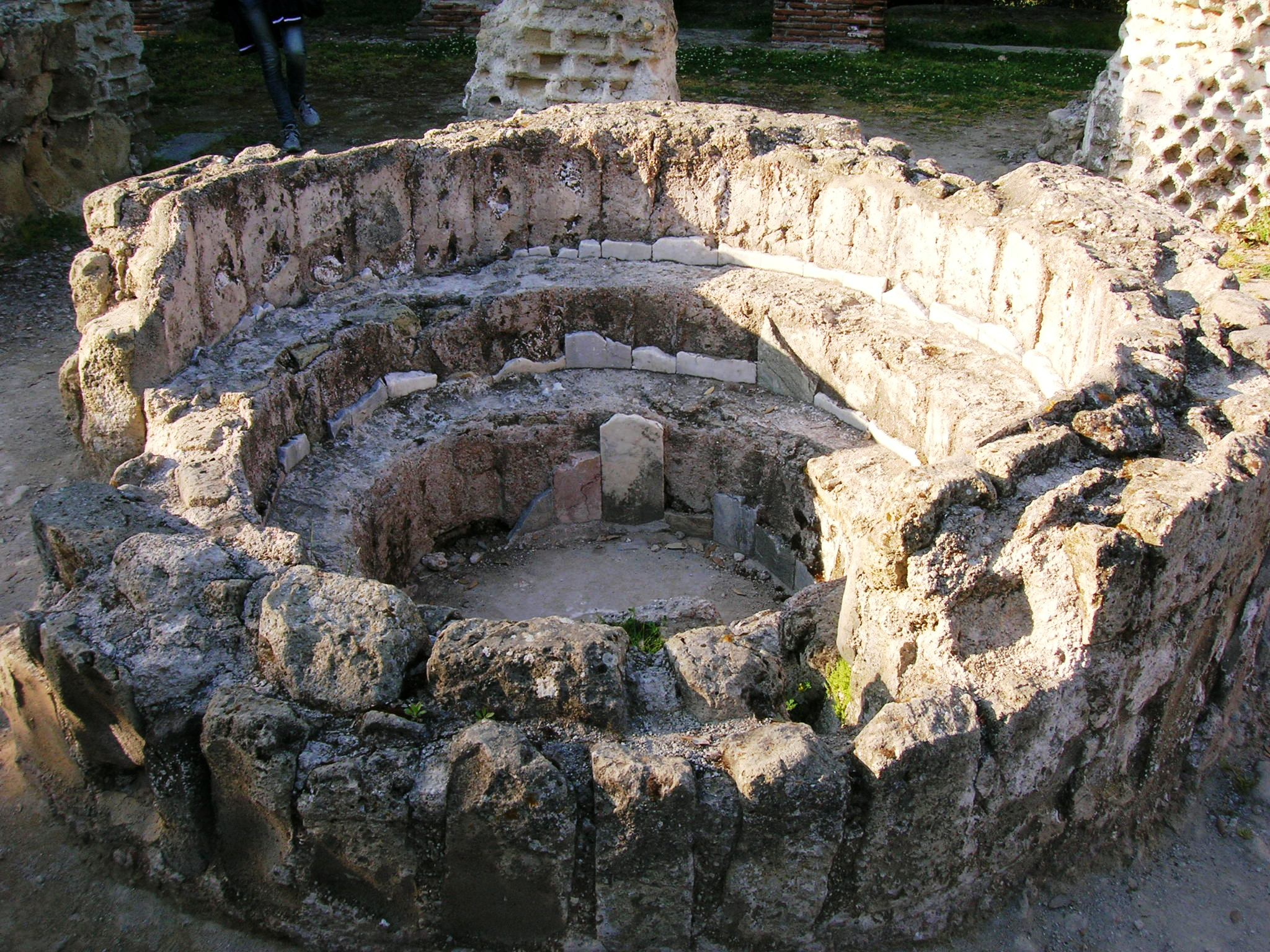
Fonte battesimale al Tempio di Giove

Nonostante l'abbandono della zona dove sorgeva Cuma, anche a causa della formazione di numerose paludi, soprattutto nella parte pianeggiante, nei pressi della costa, il ricordo dell'antica città rimase sempre vivo: le rovine, anche se in uno stato di abbandono, vennero visitate nel corso dei secolo da numerosi artisti, tra cui Francesco Petrarca e Jacopo Sannazaro, che la ricordarono nei loro scritti e con il ripopolamento dell'area, anche grazie alle numerose bonifiche effettuate, vennero avviate brevi campagne di indagini. Le prime opere di scavo risalgono al 1606 quando vennero rinvenute tredici statue e due bassorilievi in marmo; quando iniziò inoltre la totale bonifica, vennero ritrovati altri reperti, tra i quali la colossale statua di Giove, proveniente dalla Masseria del Gigante ed esposta al museo archeologico nazionale di Napoli: tuttavia però, anche a causa della scoperta dei siti vesuviani, che maggiormente attiravano l'attenzione degli esploratori borbonici, l'area cumana venne abbandonata e saccheggiata di numerosi reperti, i quali vennero poi venduti a privati. Una prima campagna di scavi sistematici si ebbe tra il 1852 ed il 1857 per volere del principe Leopoldo, fratello di Ferdinando II delle Due Sicilie: venne esplorata la zona della Masseria del Gigante ed alcune necropoli; dopo un periodo d'interruzione, gli scavi furono dati in concessione a Emilio Stevens, che lavorò a Cuma tra il 1878 ed il 1893, completando lo scavo della necropoli, anche se le notizie dei vari ritrovamenti, portò ad un continuo saccheggio della zona; altro evento dannoso avvenne tra il 1910 ed il 1922, quando per i lavori di prosciugamento del lago di Licola, parte delle necropoli andò distrutta.
Le esplorazioni dell'acropoli partirono nel 1911, riportando alla luce il Tempio di Apollo; in seguito Amedeo Maiuri e Vittorio Spinazzola, tra il 1924 ed il 1934, indagarono il Tempio di Giove, l'Antro della Sibilla e la Crypta, mentre tra il 1938 ed il 1953 fu esplorata la parte bassa: dopo questo periodo vennero eseguiti solo lavori di restauro dei monumenti, come quello del Sepolcro della Sibilla tra il 1962 ed il 1965 o del Capitolium tra il 1971 ed il 1972 e di consolidamento, come tratti di strada romana e parti delle necropoli. Un ritrovamento casuale avvenne nel 1992, quando durante la costruzione di un gasdotto, nei pressi della spiaggia, fu scoperto un tempio dedicato ad Iside; nel 1994 fu attivato il progetto "Kyme", per la rivalorizzazione del sito: venne così completato lo scavo della tomba a thòlos, già esplorata in parte nel 1902, venne indagata una parte della cinta muraria e proseguirono le indagini nella zona del foro con la scoperta di un edificio a pianta basilicale, chiamata Aula Sillana, del podio di un tempio, mentre lungo la linea di costa furono ritrovate tre ville marittime.

## Urbanistica

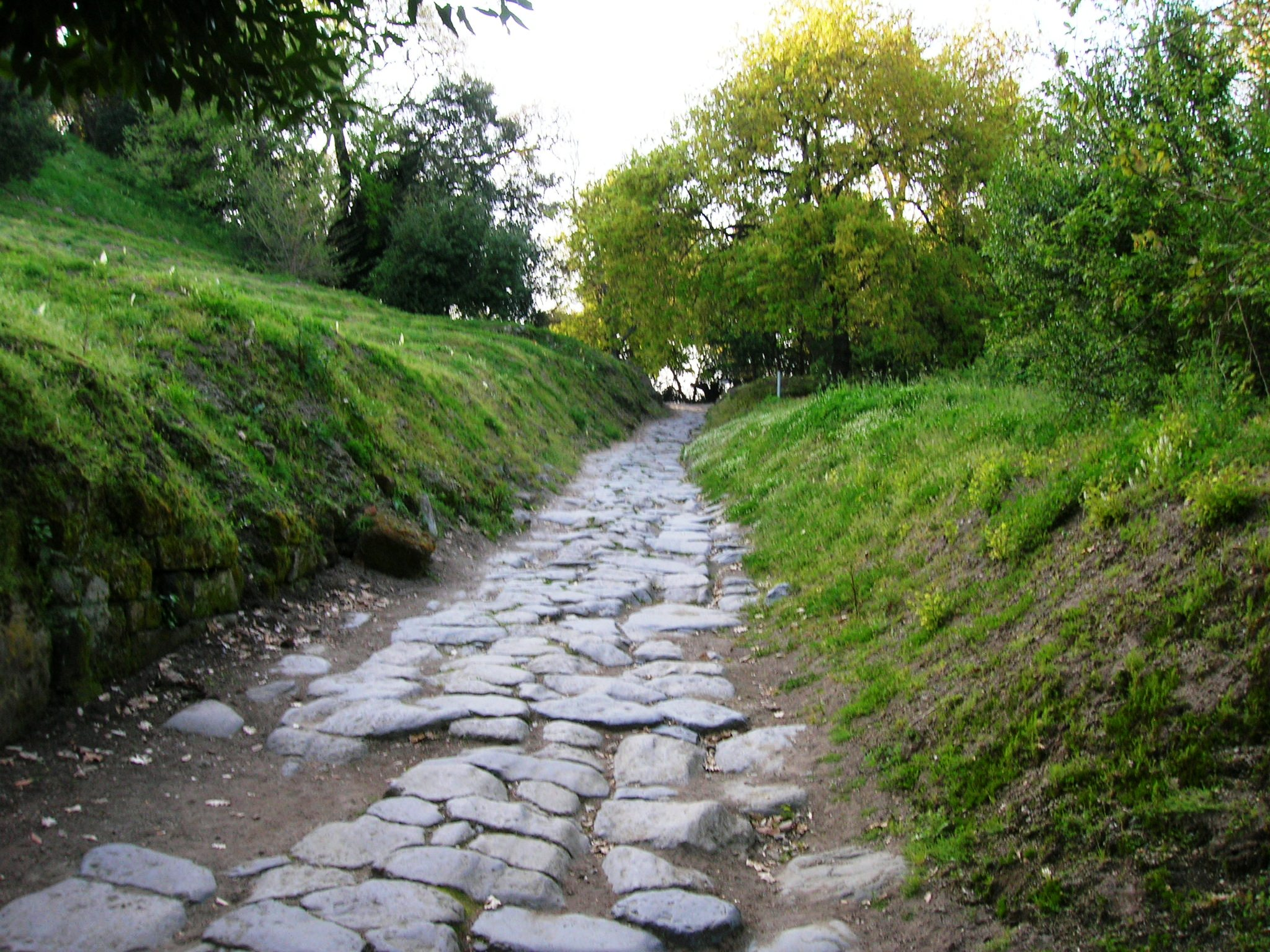
La via Sacra

L'antica città di Cuma era divisa in due zone, ossia la parte dell'acropoli e quella in pianura, lungo la linea di costa: l'acropoli sorgeva su quello che viene oggi definito come monte di Cuma, ossia un antico cratere, alto circa ottanta metri, dotato di pareti scoscese in tufo e quindi praticamente inattaccabile, accessibile solo dal lato meridionale; fu su questa zona che si sviluppò il primo nucleo della città, attraversato da una strada, chiamata Via Sacra, che conduceva ai principali templi, fino a raggiungere la sommità del monte: la strada aveva inizio con due torri, di cui una crollata insieme a parte del costone della collina e l'altra restaurata in epoca bizantina e di cui sono visibili i ruderi. La parte bassa invece si sviluppò a partire dall'epoca sannitica ed in maggior misura durante l'età romana, nella zona circostante l'acropoli e si estendeva dal monte Grillo alla costa: era caratterizzata da tipici edifici romani, come il Foro e le Terme.
La parte bassa della città di Cuma era difesa da mura, ma è probabile che durante l'età greca, la zona dell'acropoli avesse lo stesso tipo di difese, anche se le uniche testimonianze sono delle fortificazioni, nella parte sud-est della collina, risalenti al VI secolo a.C., forse utilizzate come muri di contenimento del costone: in particolare si riconoscono tre file di blocchi in tufo giallo, realizzati in opera isodoma con inserti di laterizi e marmo e tali blocchi presentano una cornice ribassata liscia; probabilmente in questa zona si apriva anche una porta della strada che conduceva sia a Pozzuoli che a Miseno. L'ingresso monumentale della città era l'Arco Felice, costruito nel 95 per permettere il passaggio della via Domiziana: si tratta di un arco, realizzato tra due pareti tufacee del monte Grillo, alto venti metri, largo sei e profondo diciassette e costituito da due ordini di archi sovrapposti che formavano un viadotto, il quale consentiva la comunicazione tra i due versanti della collina; nonostante abbia in parte perse il suo aspetto originario, è caratterizzato da piedritti con tre nicchie sovrapposte che ospitavano delle statue.
La particolare orografia della zona costrinse gli architetti del tempo a realizzare numerose opere ingegneristiche, per lo più gallerie, in modo tale da collegare le diverse zone della città: la Crypta romana, lunga circa trecento metri e solo in parte esplorata, è una galleria che corre sotto l'acropoli, costruita in età augustea da Lucio Cocceio Aucto per consentire il collegamento tra il porto e la città bassa: venne utilizzata fino al II secolo, poi alcuni crolli ostruirono il passaggio e la parte rimasta integra venne utilizzata come necropoli paleocristiana; ripristinata per mano dei Bizantini, venne poi in parte fatta crollare durante le guerre greco-gotiche nel 552. Altra galleria è la Grotta di Cocceio, costruita nello stesso periodo della Crypta, per collegare il porto di Cuma con quello sul lago di Lucrino, attraversando il monte Grillo, in modo rettilineo per circa un chilometro: ha un'ampiezza che varia dai cinque ai sei metri, è illuminata tramite sei pozzi ed è in parte ancora da esplorare, soprattutto nella diramazione che conduceva all'anfiteatro; durante la seconda guerra mondiale, a causa dell'esplosione di alcuni ordigni conservati al suo interno, è parzialmente crollata.

## Edifici pubblici

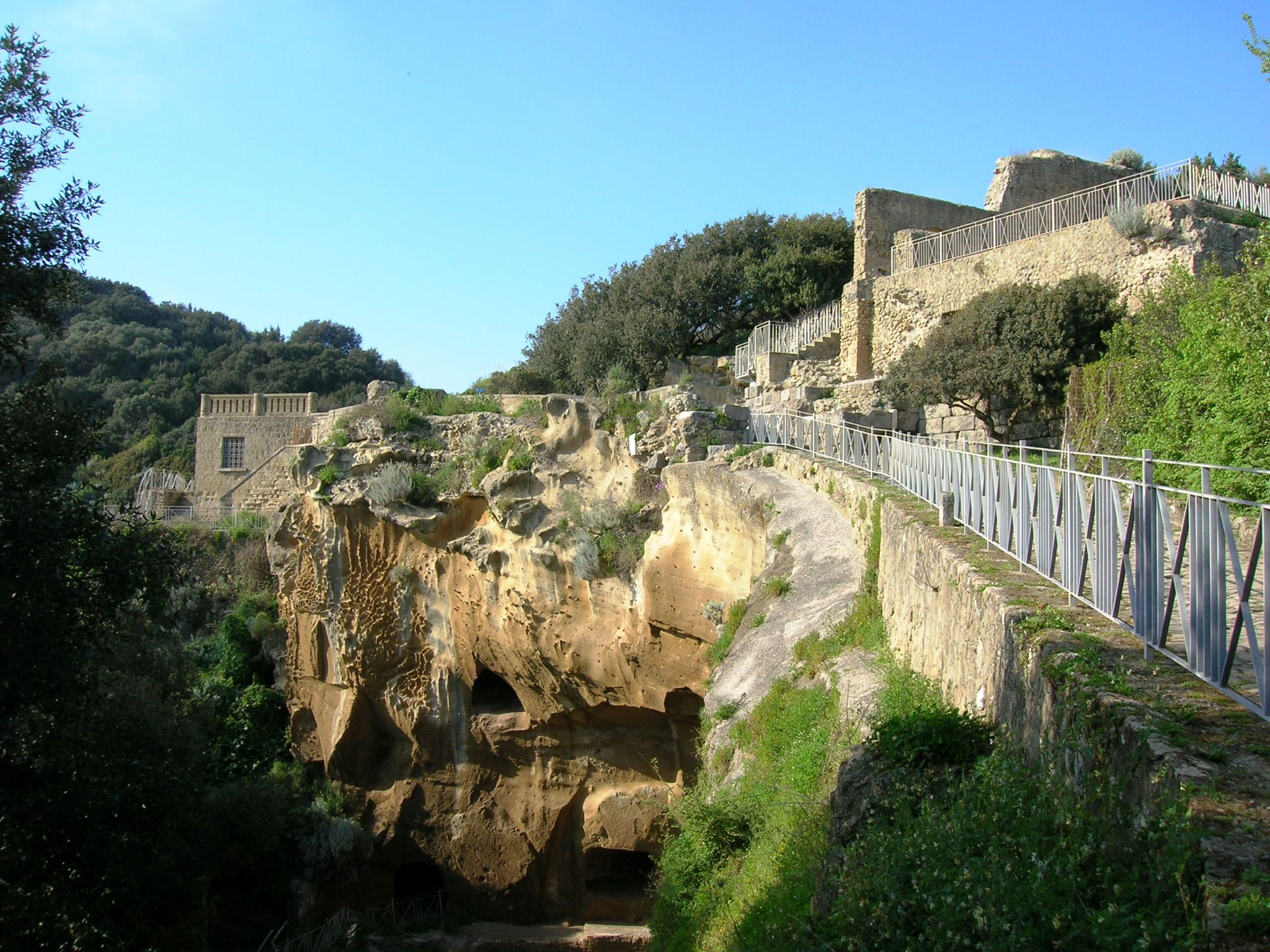
La Terrazza del Tempio di Apollo

Il Foro, ubicato nella parte bassa della città, fu realizzato tra la fine del II secolo e l'inizio del I secolo a.C., così come testimoniato dai vari tipi di decorazioni ritrovati, sistemato durante l'età tardo repubblicana ed è in parte ancora interrato: con una lunghezza di centoventi metri per una larghezza di cinquanta, presenta sul lato nord e quello sud dei portici a due piani in tufo, sia con colonne che pilastri in ordine corinzio, con fregio dorico decorato con triglifi e metope, rivestiti in stucco bianco e datati all'epoca sillana; il piano di calpestio, ribassato per permettere la costruzione di un tempio, è leggermente inclinato, in modo tale da convogliare le acque piovane in una canaletta di scolo. Intorno alla piazza, abbellita con una fontana monumentale, si aprono numerose tabernae, utilizzate per le attività commerciali; al centro è il Tempio di Giove, sul lato meridionale il Capitolium sacro ed infine a nord-ovest le Terme del Foro. Alcune strutture murarie, nei pressi del Foro, in opera reticolata, intercalate da un'abside, appartengono probabilmente alla Basilica.
La Terrazza del Tempio di Apollo si trova poco prima di arrivare all'omonima struttura ed ospita resti di diverse costruzioni di identificazione incerta: sicuramente una di queste è una cisterna greca, realizzata tra il VI e V secolo a.C., a pianta rettangolare, di cui non si conosce né il tipo di copertura né l'ingresso principale, poiché in parte crollata; si conosce invece la funzione, ossia quella di raccogliere acqua per il vicino Tempio di Apollo e probabilmente era dotata anche di un porticato, di cui rimangono due file di blocchi in tufo. Nella stessa zona sono stati ritrovati due ambienti non comunicanti tra loro, in particolare, in uno di questi, fu rinvenuta una scatola contenente statuette ed ex voto, risalenti al II e I secolo a.C..
Nella zona della cosiddetta Masseria del Gigante, venne rinvenuta durante il XVIII secolo, una struttura ritenuta in un primo momento come Tempio di Giove, ma poi identificata come sede dei magistrati e del sanato: in buona parte ancora da scavare, l'edificio risale al I secolo a.C., presenta una gradinata che fa da accesso ad un podio con al centro una cella con parete di fondo absidata ed è in buona parte rivestita in marmo; venne inoltre chiamata originariamente Tempio del Gigante, per via del ritrovamento, nelle sue vicinanze, di una colossale statua di Giove.
Non si conoscono notizie certa sulla posizione del porto di Cuma; alcuni hanno ipotizzato che un primitivo porto, quello greco, fosse posizionato in una insenatura ai piedi dell'acropoli, la quale a quel tempo si affacciava direttamente sul mare: tale ipotesi è confermata dal ritrovamento in zona di numerose ceramiche greche. È inoltre possibile che in tale periodo la città avesse due porti, probabilmente all'interno del lago di Licola, ora prosciugato, in quanto Dionigi di Alicarnasso afferma che Aristodemo sostò con la sua flotta nei porti di Cuma. A seguito della conquista sannita nel 421 a.C. il porto conobbe un periodo di decadenza, tanto che con l'arrivo dei Romani, Marco Vipsanio Agrippa ne dovette costruire uno nuovo, collegato tramite un canale al lago Fusaro, il quale disponeva anche di una chiusa, utilizzata per le operazioni di dissabbiamento: nei pressi dell'uscita della Crypta sono state rinvenuti banchine, un bacino di carenaggio, un blocco in tufo in opera reticolata, alto circa otto metri ed un lungo muro con degli speroni, probabilmente un faro, anche se non è stato possibile fare ulteriori indagini a causa dello sfruttamento agricolo della zona. Il porto di Cuma venne sicuramente abbandonato a seguito della concorrenza dei porti di Miseno e Pozzuoli, nel periodo dopo le guerre civili.

## Edifici religiosi

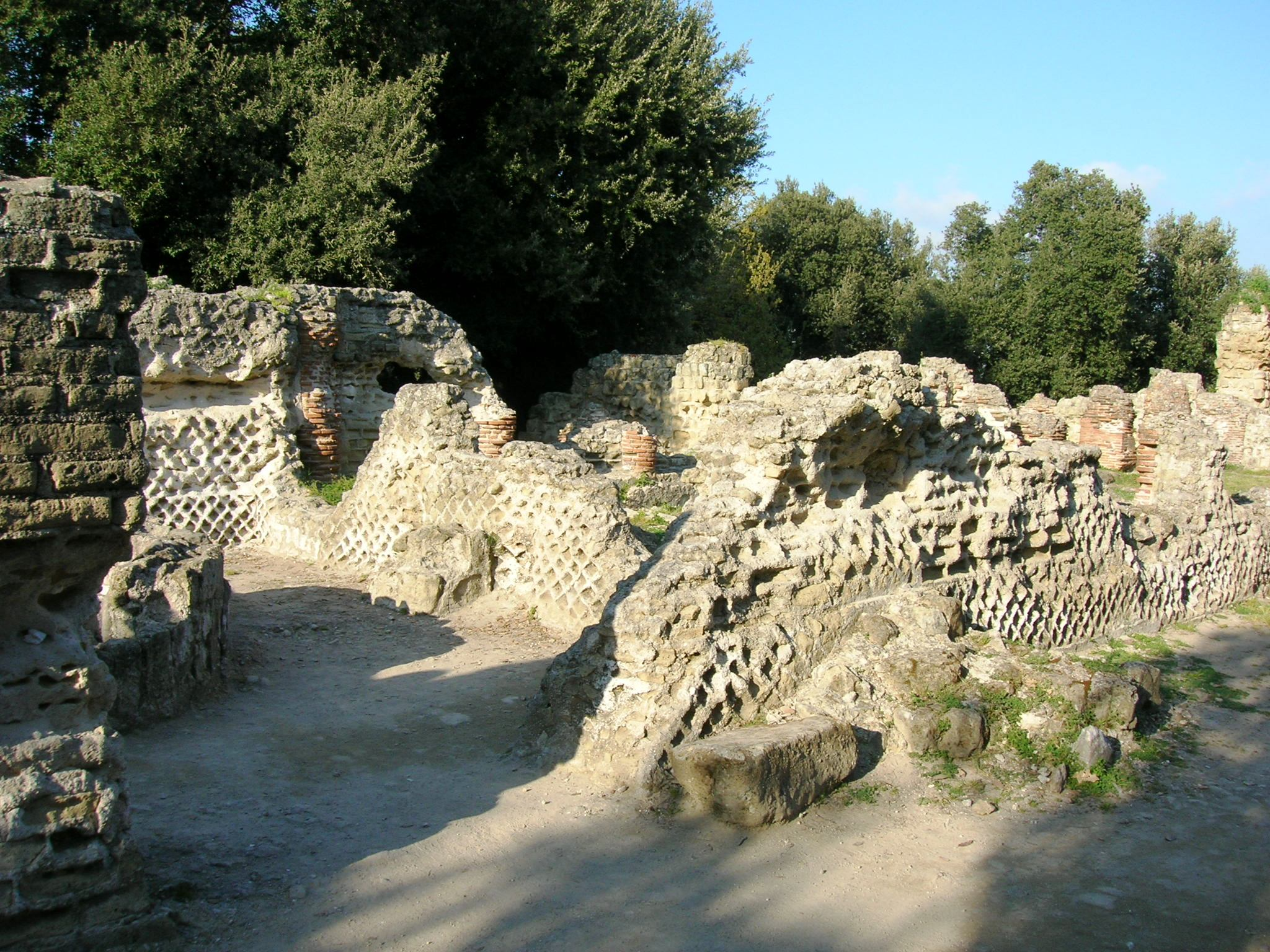
Il tempio di Giove

Il Tempio di Apollo fu ritrovato nel 1912 e subito identificato grazie ad un'epigrafe che faceva riferimento all'Apollo Cumano: la struttura, che sorge a sua volte su un tempio precedente, presenta un periptero in ordine ionico e tracce di un basso podio realizzato in tufo; edificato durante l'età greca o l'inizio della dominazione sannitica, nel periodo augusteo venne aggiunto il pronao e la cella tripartita, mentre tra il VI ed il VII secolo venne trasformato in una basilica cristiana, di cui è possibile ancora osservare il fonte battesimale e alcune tombe scavate nel pavimento. Nelle vicinanze del Tempio di Apollo si trovano i resti di un edificio semicircolare, forse un thòlos e di fronte una struttura trapezoidale, chiamata cisterna greca, anche se a causa della mancanza di ogni forma di intonaco impermeabilizzante è stato identificato dagli archeologi come un thesauros, dove i fedeli portavano le offerte alle divinità. Sempre nella stessa zona, orientato come il tempio di Apollo, si trovano i resti di un'altra struttura sacra, costruita nella tarda età repubblicana ed identificata come il Tempio di Artemide.
Il Tempio di Giove si trova sulla sommità dell'acropoli e fu scavato tra il 1924 ed il 1932: oggi ne restano solo pochi resti ed è in parte crollato nella sua parte occidentale; costruito nel corso del VI secolo a.C., si notano i blocchi in tufo delle fondamenta, mentre durante il periodo augusteo il tempio fu ridotto solo alla parte centrale della base; anch'esso tra il V ed il VI secolo fu convertito in basilica cristiana, con il presbiterio installato all'interno della cella, alle sue spalle il fonte battesimale, rivestito in marmo, ancora oggi ben visibile e costituito da tre scalini per la completa immersione del fedele e tombe nel pavimento.
L'Antro della Sibilla venne rinvenuto da Amedeo Maiuri nel 1932 e identificato come il luogo dove la Sibilla Cumana esercitava la sua attività di sacerdotessa di Apollo: tuttavia non esiste nessuna prova certa che sia realmente il luogo dove venivano effettuate le divinazioni, anche se diverse opere descrivono un luogo simile a questo; secondo alcuni archeologi potrebbe trattarsi di una semplice opera difensiva. La galleria è lunga circa centotrenta metri, è scavata interamente nel tufo ed ha una forma trapezoidale: sul fondo dell'antro si apre un ambiente con copertura a volta e tre nicchie, di cui quella sulla destra di dimensioni maggiori, somigliante quasi ad un cubicolo, probabilmente chiusa da un cancello, come dimostrato dai fori degli stipiti, ritrovati sulle pareti.

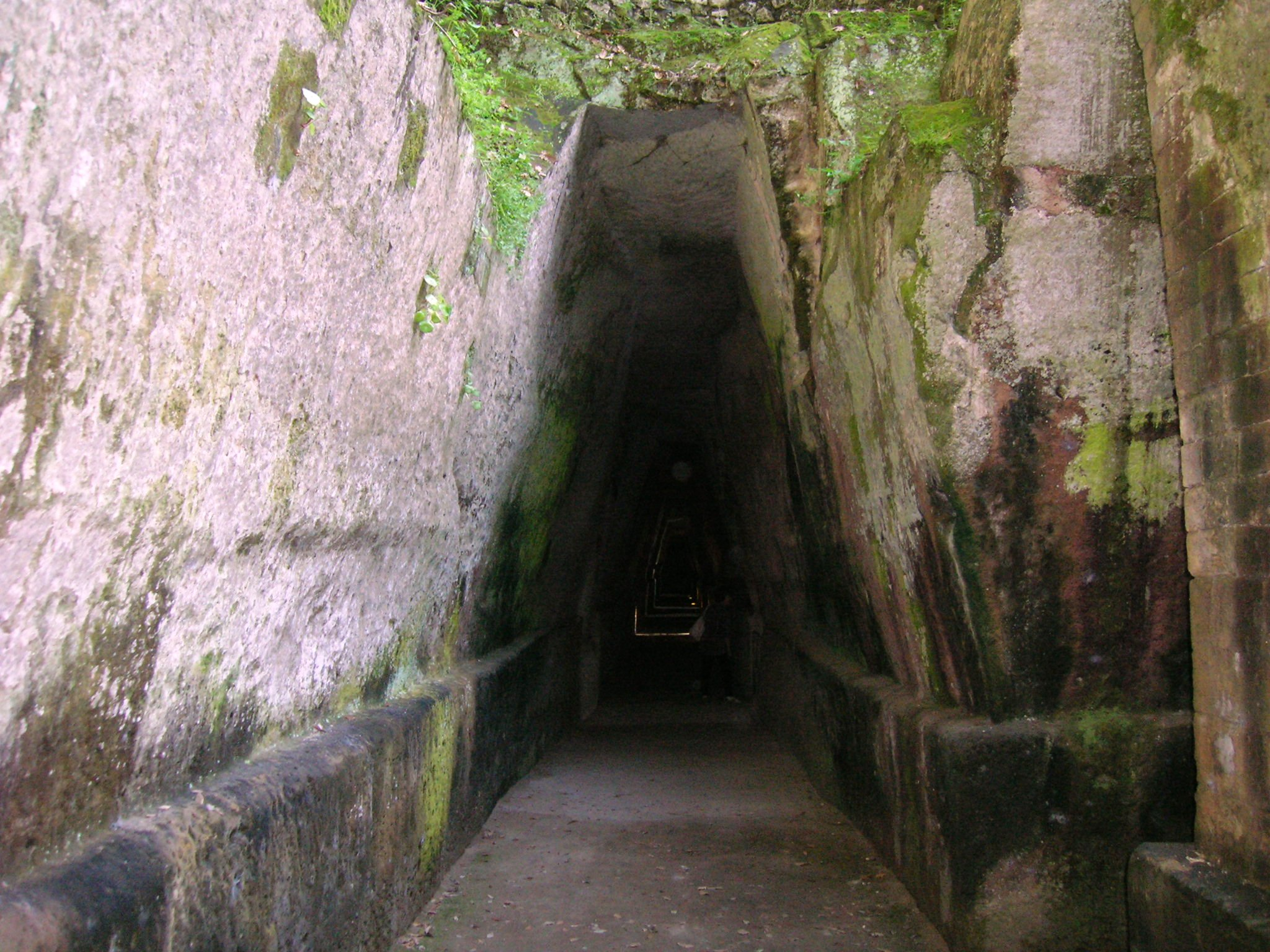
L'Antro della Sibilla

Il Capitolium, fino al II secolo a.C. dedicato esclusivamente a Giove, poi alla Triade Capitolina, si trova nella parte bassa delle città, al centro del Foro: realizzato nel III secolo a.C., ma completamente restaurato durante l'età imperiale, ha una lunghezza di cinquantasette metri per una larghezza di ventotto ed una pianta di tipo italico con pronao e tre navate interne; tra i ritrovamenti, diversi pezzi di marmo, che hanno consentito di ipotizzare che il tempio fosse in ordine corinzio e tre teste delle statue di culto, risalenti all'età imperiale.
Nella parte sud del Foro è ubicato il Tempio con portico, così chiamato perché circondato su tre lati da un porticato: edificato in età giulio-claudia, la divinità venerata al suo interno è ancora sconosciuta, anche se in passato si è pensato Era, Demetra, nome ritrovato su un'epigrafe, Vespasiano oppure potrebbe essere stato la sede degli Augustali; presenta una gradinata in peperino con consente l'accesso al portico con ventiquattro colonne, andate tutte distrutte e di cui rimangono solo le basi e pavimentazione in travertino: lo stesso portico termina con due absidi che presentano ancora resti di colorazione in bianco, giallo e rosso; il tempio vero è proprio è formato da un podio, un pronao e una cella absidata, la quale custodiva la statua onoraria, di cui si conserva solo la base. Un piccolo tempio extraurbano si trovava nei pressi dell'Anfiteatro, fu scoperto nel 1842 e venne inglobato nel 1911, in una villa, chiamata Villa Vergiliana: tra i reperti ritrovati diverse terrecotte greche, testimonianza che sullo stesso luogo doveva sorgere precedentemente un tempio greco.
Il Tempio di Iside, risalente al periodo compreso tra il I secolo a.C. e il I secolo ed utilizzato fino al II secolo, quando venne distrutto dai cristiani, fu scoperto nel 1992 sulla spiaggia antistante l'acropoli: il tempio, più grande del Tempio di Iside di Pompei, è composto da un podio sul quale sono stati ritrovati resti di pavimentazione e di pitture finemente realizzate ed una vasca, all'interno della quale vennero rinvenute tre statuette raffigurante Iside, una sfinge ed una sacerdotessa con Osiride, tutte con la testa rotta, forse per volere dei cristiani ed oggi esposte al museo archeologico nazionale di Napoli.

## Edifici ludici

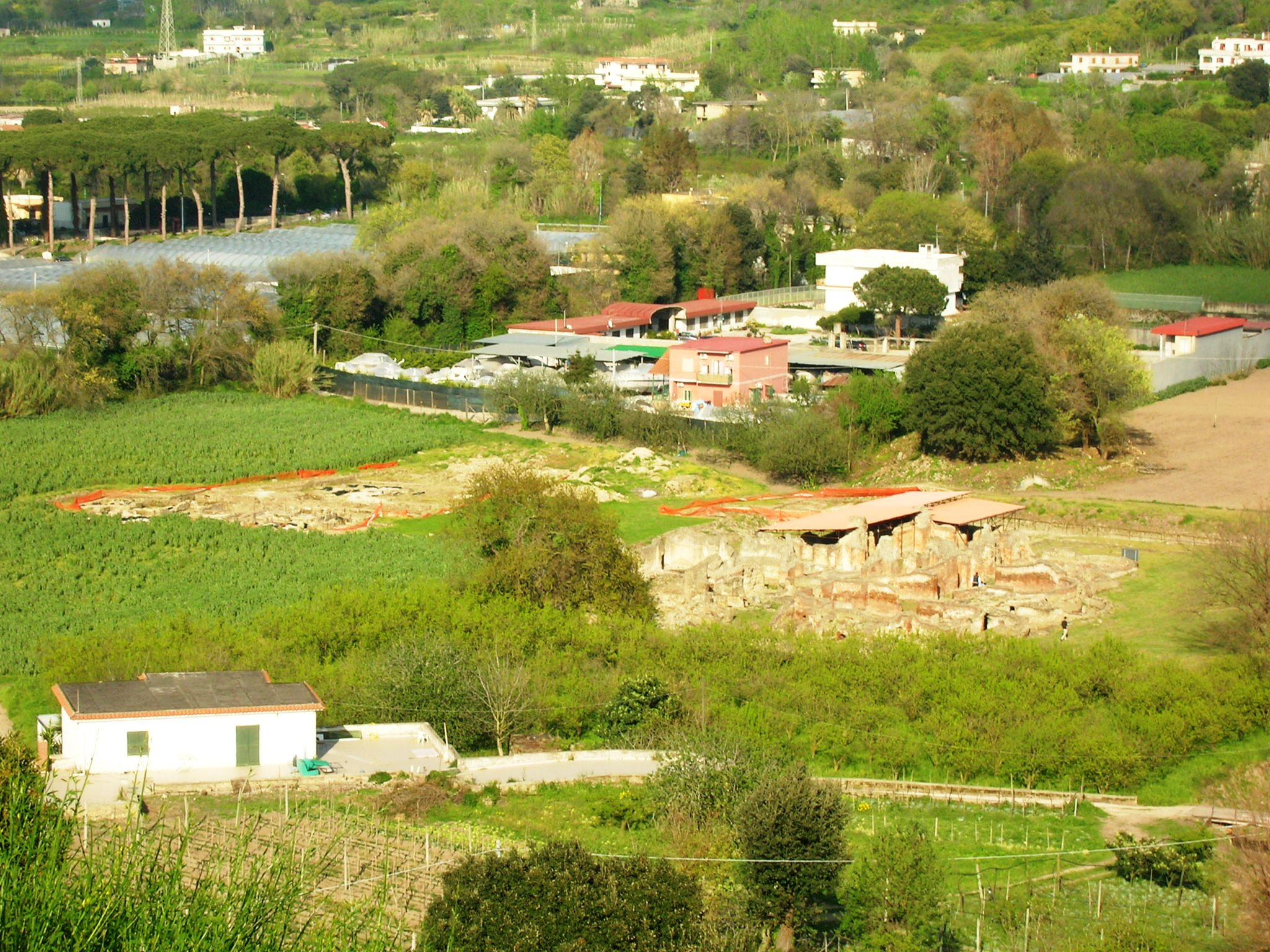
La zona del Foro con le Terme

Le Terme del Foro furono realizzate in epoca repubblicana, durante il II secolo a.C., restaurate in età imperiale, ampliate nel III secolo e nel V secolo in parte abbandonate ed in parte utilizzate come abitazione o magazzino: simili alle Terme di via Terracina a Napoli, sono dotate di due ingressi, di cui uno porta nella palestra e l'altro nel vestibolo, che consentiva anche l'accesso al frigidarium, tramite un corridoio colonnato e al tepidarium, con conseguente ingresso alla sudatio e al calidarium, ambiente composto da tre vasche; la riserva d'acqua delle terme era assicurata da una cisterna suddivida in quattro serbatoi. Le coperture degli ambienti erano a volta, a crociera e a catino, l'illuminazione avveniva mediante finestroni nelle volte e i principali reperti ritrovati sono stati lastre di marmo, mosaici a tessere bianche e nere, resti di intonaci e cornici in porfido.
Le Terme Centrali, definite erroneamente come Sepolcro della Sibilla, furono costruite tra il III ed il II secolo a.C., per poi subire delle modifiche nel I secolo a.C. ed il loro ritrovamento avvenne alla fine del XVIII secolo: il complesso è composto da un grosso ambiente rettangolare con volta a botte, in opera incerta e tufo, il quale conserva tracce di un affresco e che inizialmente era adibito a spogliatoio, come dimostrano le nicchie dove venivano poggiati i vestiti e poi trasformato, durante l'età imperiale, in tepidarium, tramite la costruzione di una nicchia, all'interno della quale venne sistemata una vasca per le abluzioni ed illuminata tramite lucernai nella volta. Tra gli altri ambienti un corridoio con volte a botte e una cisterna rivestita in cocciopesto: nelle terme sono stati ritrovati lastre di marmo e frammenti di stucchi, oltre ad una base in marmo per un labrum; il complesso è in parte oggi sepolto da materiali di risulta e dalla vegetazione.
L'Anfiteatro di Cuma è posto fuori dalla cinta muraria della città e nonostante sia ben riconoscibile non è stato ancora esplorato: sfruttando in parte la pendenza del monte Grillo ed in parte un terrapieno, la sua costruzione è datata tra il II ed il I secolo a.C., mentre nel II secolo fu interessato da importanti lavori di restauro; tra il V ed il VI secolo, quando aveva ormai perso la sua funzione originaria, al suo interno furono installate delle fornaci per la produzione di ceramiche. Occupato oggi da un frutteto, si riconoscono solo le arcate della summa cavea, conservate quasi per intero; l'asse maggiore dell'anfiteatro misura circa novanta metri, gli ingressi dovevano trovarsi lungo il lato nord ed est, mentre le gradinate furono spogliate dei rivestimenti in marmo già in epoca antica.

## Necropoli
Le prime esplorazioni delle necropoli di Cuma avvennero tra la fine del XIX e l'inizio del XX secolo, molti anni dopo dall'inizio degli scavi della città: i monumenti funebri si estendono in un'area lunga circa tre chilometri e comprendono tombe risalenti all'epoca greca, sannita e romana; i primi corredi ad essere ritrovati furono proprio di queste ultime due popolazioni, mentre fu di Luigi Correale, il ritrovamento, nella sua proprietà, di due crateri a campane, con le raffigurazioni di Trittolemo su un carro alato e di Aurora e Cefalo, le prime testimonianze greche. Le più antiche tombe cumane furono ritrovate tra il 1852 ed il 1857, anche se a causa della scarsa qualità degli scavi, andarono persi numerosi corredi; altre tombe del primo periodo furono indagate tra il 1883 ed il 1903, soprattutto da Stevens: si tratta per lo più di sepolture a cremazione, destinata ai ceti ricchi della popolazione, le quali prevedevano la disposizioni della ceneri in un calderone in bronzo, a sua volta poi chiuso in una custodia in tufo ed intorno ed al suo interno venivano deposti i corredi del defunto, che potevano variare a seconda del sesso e che comprendevano fibule in argento, armi, fermagli, fusi, rocchetti; a colpire è la quasi totale assenza di oggetti in ceramica, se si escludono alcuni elementi provenienti dalla zona dell'Etruria meridionale e altri a attici a figura, risalenti al periodo compreso tra il VI ed il V secolo a.C..
Al periodo sannitico invece si riferiscono le tombe a cassa, realizzare con lastre di tufo e più raramente le tombe a camera, talvolta decorate con piccoli affreschi: i corredi erano per lo più composti da vasi a figure rosse e a vernice nera e manufatti in oro ed in argento; tra le principali tombe di questo periodo risale quella definita a thòlos, esplorata nel 1902 e simile ad un mausoleo, realizzata in tufo, con pianta circolare e volta conica ed all'interno una serie di nicchie. La necropoli cumana si accresce poi durante il periodo romano: tra le principali tombe è il Mausoleo delle Teste Cerate, scoperta nel 1853, crollato all'interno e realizzato in tufo e laterizi, così chiamato poiché furono ritrovati quattro scheletri le cui teste erano state sostituite con maschere in cera. A seguito delle esplorazioni dello Stevens, il quale ha esplorato talvolta numerose tombe lasciando solamente pochi scritti e schizzi, le necropoli cumane sono state oggetto di forti saccheggiamenti: la quasi totali dei reperti ritrovati è ospitata all'interno del museo archeologico nazionale di Napoli.